# Tuntum (ort)
Tuntum är en ort i Brasilien.   Den ligger i kommunen Tuntum och delstaten Maranhão, i den östra delen av landet, 1 200 km norr om huvudstaden Brasília. Tuntum ligger 109 meter över havet och antalet invånare är 16 402.
Terrängen runt Tuntum är platt. Närmaste större samhälle är Presidente Dutra, 17,9 km öster om Tuntum.
Omgivningarna runt Tuntum är huvudsakligen savann. Runt Tuntum är det ganska glesbefolkat, med 27 invånare per kvadratkilometer.